# Lijst van olympische medaillewinnaars waterpolo
Waterpolo is een van de olympische sporten die in teamverband op de Olympische Spelen worden beoefend. Deze pagina geeft de lijst van olympische medaillewinnaars in deze sport.

## Mannen
N.B. Bij meervoudige medaillewinnaars staan aantal medailles als (goud-zilver-brons) weergegeven.
| Editie | Goud | Zilver | Brons |
| ------ | --- | --- | --- |
| 1900   | Groot-Brittannië Thomas Coe Robert Crawshaw William Henry John Jarvis Peter Kemp Victor Lindberg Frederick Stapleton | België Henri Cohen Jean De Backer Victor De Behr Fernand Feyaerts Oscar Grégoire Albert Michant Victor Sonnemans | Frankrijk-I Eugène Coulon Fardelle Favier Leriche Louis Martin Désiré Mérchez Charles Treffel |
| 1900   | Groot-Brittannië Thomas Coe Robert Crawshaw William Henry John Jarvis Peter Kemp Victor Lindberg Frederick Stapleton | België Henri Cohen Jean De Backer Victor De Behr Fernand Feyaerts Oscar Grégoire Albert Michant Victor Sonnemans | Frankrijk-II Thomas W. Burgess Jules Clévenot Alphonse Decuyper Louis Laufray Henri Peslier Pesloy Paul Vasseur |
| 1908   | Groot-Brittannië George Cornet Charles Forsyth George Nevinson Paul Radmilovic Charles Sydney Smith Thomas Thould George Wilkinson | België Fernand Feyaerts (0-2-0) Oscar Grégoire (0-2-0) Albert Michant (0-2-0) Victor Boin Herman Donners Herman Meyboom Joseph Pletincx | Zweden Robert Andersson Erik Bergvall Pontus Hanson Harald Julin Torsten Kumfeldt Axel Runström Gunnar Wennerström |
| 1912   | Groot-Brittannië George Wilkinson (2-0-0) George Cornet (2-0-0) Paul Radmilovic (2-0-0) Charles Sydney Smith (2-0-0) Isaac Bentham Charles Bugbee Arthur Edwin Hill | Zweden Robert Andersson (0-1-1) Pontus Hanson (0-1-1) Harald Julin (0-1-1) Torsten Kumfeldt (0-1-1) Vilhelm Andersson Erik Bergqvist Max Gumpel | België Oscar Grégoire (0-2-1) Victor Boin (0-1-1) Herman Donners (0-1-1) Herman Meyboom (0-1-1) Joseph Pletincx (0-1-1) Félicien Courbet Albert Durant Jean Hoffman Pierre Nijs |
| 1920   | Groot-Brittannië Paul Radmilovic (3-0-0) Charles Sydney Smith (3-0-0) Charles Bugbee (2-0-0) William Henry Dean Christopher Jones William Peacock Noel Purcell | België Joseph Pletincx (0-2-1) Albert Durant (0-1-1) Pierre Nijs (0-1-1) René Bauwens Gérard Blitz Maurice Blitz Pierre Dewin Paul Gailly | Zweden Robert Andersson (0-1-2) Pontus Hanson (0-1-2) Harald Julin (0-1-2) Torsten Kumfeldt (0-1-2) Vilhelm Andersson (0-1-1) Erik Bergqvist (0-1-1) Max Gumpel (0-1-1) Erik Andersson Nils Backlund Theodor Nauman                                                                                           |
| 1924   | Frankrijk Noël Delberghe Albert Delborgies Robert Desmettre Paul Dujardin Albert Mayaud Henri Padou Georges Rigal | België Joseph Pletincx (0-3-1) Albert Durant (0-2-1) Gérard Blitz (0-2-0) Maurice Blitz (0-2-0) Pierre Dewin (0-2-0) Paul Gailly (0-2-0) Joseph Cludts Joseph De Combe Georges Fleurix Jules Thiry Jean-Pierre Vermetten                                                                            | Verenigde Staten Arthur Austin Oliver Horn Frederick Lauer George Mitchell John Norton Wally O'Connor George Schroth Herbert Vollmer Johnny Weissmuller |
| 1928   | Duitsland Max Amann Karl Bähre Emil Benecke Johannes Blank Otto Cordes Fritz Gunst Erich Rademacher Joachim Rademacher | Hongarije István Barta Olivér Halassy Márton Homonnai Sándor Ivády Alajos Keserű Ferenc Keserű József Vértesy | Frankrijk Paul Dujardin (1-0-1) Henri Padou (1-0-1) Émile Bulteel Henri Cuvelier Jules Keignaert Ernest Roget Albert Thévenon Achille Tribouillet Albert Vandeplancke |
| 1932   | Hongarije István Barta (1-1-0) Olivér Halassy (1-1-0) Márton Homonnai (1-1-0) Sándor Ivády (1-1-0) Alajos Keserű (1-1-0) Ferenc Keserű (1-1-0) József Vértesy (1-1-0) György Bródy János Németh Miklós Sárkány                                                                                       | Duitsland Emil Benecke (1-1-0) Otto Cordes (1-1-0) Fritz Gunst (1-1-0) Erich Rademacher (1-1-0) Joachim Rademacher (1-1-0) Hans Eckstein Hans Schulze Heiko Schwartz | Verenigde Staten Wally O'Connor (0-0-2) Austin Clapp Philip Daubenspeck Charles Finn Charles McCallister Cal Strong Herbert Wildman |
| 1936   | Hongarije Olivér Halassy (2-1-0) Márton Homonnai (2-1-0) György Bródy (2-0-0) János Németh (2-0-0) Miklós Sárkány (2-0-0) Mihály Bozsi Jenő Brandi Kálmán Hazai György Kutasi István Molnár Sándor Tarics                                                                                            | Duitsland Fritz Gunst (1-2-0) Hans Schulze (0-2-0) Bernhard Baier Josef Hauser Alfred Kienzle Paul Klingenburg Heinrich Krug Hans Schneider Gustav Schürger Helmuth Schwenn Fritz Stolze | België Gérard Blitz (0-2-1) Joseph De Combe (0-1-1) Albert Castelyns Pierre Coppieters Henri De Pauw Henri Disy Fernand Isselé Edmond Michiels Henri Stoelen |
| 1948   | Italië Ermenegildo Arena Emilio Bulgarelli Pasquale Buonocore Aldo Ghira Mario Majoni Geminio Ognio Gianfranco Pandolfini Tullo Pandolfini Cesare Rubini | Hongarije Jenő Brandi (1-1-0) Oszkár Csuvik Dezső Fábián Dezső Gyarmati Endre Győrfi Miklós Holop László Jeney Dezső Lemhényi Pál Pók Károly Szittya István Szívós sr. | Nederland Cor Braasem Ruud van Feggelen Henny Keetelaar Nijs Korevaar Joop Rohner Frits Ruimschotel Piet Salomons Frits Smol Hans Stam |
| 1952   | Hongarije Dezső Fábián (1-1-0) Dezső Gyarmati (1-1-0) László Jeney (1-1-0) Dezső Lemhényi (1-1-0) Károly Szittya (1-1-0) István Szívós sr. (1-1-0) Róbert Antal Antal Bolvári István Hasznos György Kárpáti Kálmán Markovits Miklós Martin György Vizvári                                            | Joegoslavië Veljko Bakašun Marko Brainović Vladimir Ivković Zdravko Ježić Zdravko-Ćiro Kovačić Ivo Kurtini Lovro Radonjić Ivo Štakula Boško Vuksanović | Italië Ermenegildo Arena (1-0-1) Geminio Ognio (1-0-1) Cesare Rubini (1-0-1) Lucio Ceccarini Renato De Sanzuane Raffaello Gambino Salvatore Gionta Maurizio Mannelli Carlo Peretti Vincenzo Polito Renato Traiola                                                                                             |
| 1956   | Hongarije Dezső Gyarmati (2-1-0) László Jeney (2-1-0) István Szívós sr. (2-1-0) Antal Bolvári (2-0-0) György Kárpáti (2-0-0) Kálmán Markovits (2-0-0) Ottó Boros István Hevesi Tivadar Kanizsa Mihály Mayer Ervin Zádor                                                                              | Joegoslavië Vladimir Ivković (0-2-0) Zdravko Ježić (0-2-0) Zdravko-Ćiro Kovačić (0-2-0) Lovro Radonjić (0-2-0) Ivo Cipci Tomislav Franjković Hrvoje Kačić Marijan Žužej | Sovjet-Unie Viktor Agejev Pjotr Breus Boris Gojchman Nodar Gvacharia Vjatsjeslav Koerennoj Boris Markarov Petre Msjvenieradze Valentin Prokopov Michail Ryzjak Joeri Sjljapin |
| 1960   | Italië Salvatore Gionta (1-0-1) Amedeo Ambron Danio Bardi Giuseppe D'Altrui Giancarlo Guerrini Franco Lavoratori Gianni Lonzi Luigi Mannelli Rosario Parmegiani Eraldo Pizzo Dante Rossi Brunello Spinelli                                                                                           | Sovjet-Unie Viktor Agejev (0-1-1) Boris Gojchman (0-1-1) Vjatsjeslav Koerennoj (0-1-1) Petre Msjvenieradze (0-1-1) Givi Chikvanaia Leri Gogoladze Yury Grigorovsky Anatoly Kartashov Vladimir Novikov Yevgeny Saltsyn Vladimir Semyonov                                                             | Hongarije Dezső Gyarmati (2-1-1) László Jeney (2-1-1) György Kárpáti (2-0-1) Kálmán Markovits (2-0-1) Ottó Boros (1-0-1) István Hevesi (1-0-1) Tivadar Kanizsa (1-0-1) Mihály Mayer (1-0-1) András Bodnár Zoltán Dömötör László Felkai András Katona János Konrád Péter Rusorán                               |
| 1964   | Hongarije Dezső Gyarmati (3-1-1) György Kárpáti (3-0-1) Ottó Boros (2-0-1) Tivadar Kanizsa (2-0-1) Mihály Mayer (2-0-1) András Bodnár (1-0-1) Zoltán Dömötör (1-0-1) László Felkai (1-0-1) János Konrád (1-0-1) Péter Rusorán (1-0-1) Miklós Ambrus Dénes Pócsik                                     | Joegoslavië Ozren Bonačić Zoran Janković Milan Muškatirović Antun Nardeli Franjo Nonković Vinko Rosić Mirko Sandić Zlatko Šimenc Božidar Stanišić Karlo Stipanić Ivo Trumbić | Sovjet-Unie Viktor Agejev (0-1-2) Vladimir Semyonov (0-1-1) Zenon Bortkevich Eduard Egorov Igor Grabovsky Boris Grisjin Nikolai Kalasjnikov Nikolay Kuznetsov Vladimir Kuznetsov Leonid Osipov Boris Popov |
| 1968   | Joegoslavië Ozren Bonačić (1-1-0) Zoran Janković (1-1-0) Mirko Sandić (1-1-0) Karlo Stipanić (1-1-0) Ivo Trumbić (1-1-0) Dejan Dabović Zdravko Hebel Ronald Lopatni Uroš Marović Đorđe Perišić Miroslav Poljak                                                                                       | Sovjet-Unie Vladimir Semyonov (0-2-1) Givi Chikvanaia (0-2-0) Boris Grisjin (0-1-1) Leonid Osipov (0-1-1) Aleksei Barkalov Oleg Bovin Aleksandr Dolgushin Yuri Grigorovsky Vadim Gulyaev Aleksandr Shidlovsky Vyacheslav Skok                                                                       | Hongarije Mihály Mayer (2-0-2) András Bodnár (1-0-2) Zoltán Dömötör (1-0-2) László Felkai (1-0-2) János Konrád (1-0-2) Ferenc Konrád Endre Molnár Dénes Pócsik László Sárosi János Steinmetz István Szívós jr.                                                                                                |
| 1972   | Sovjet-Unie Leonid Osipov (1-1-1) Aleksei Barkalov (1-1-0) Aleksandr Dolgushin (1-1-0) Vadim Gulyaev (1-1-0) Aleksandr Shidlovsky (1-1-0) Anatoli Akimov Aleksandr Dreval Aleksandr Kabanov Nikolai Melnikov Vladimir Shmudsky Viacheslav Sobchenko                                                  | Hongarije András Bodnár (1-1-2) Ferenc Konrád (0-1-1) Endre Molnár (0-1-1) Dénes Pócsik (0-1-1) László Sárosi (0-1-1) István Szívós jr. (0-1-1) Tibor Cservenyák Tamás Faragó István Görgényi Zoltán Kásás István Magas                                                                             | Verenigde Staten Peter Asch Steven Barnett Bruce Bradley Stanley Cole James Ferguson Eric Lindroth John Parker Gary Sheerer James Slatton Russell Webb Barry Weitzenberg |
| 1976   | Hongarije Ferenc Konrád (1-1-1) Endre Molnár (1-1-1) László Sárosi (1-1-1) István Szívós jr. (1-1-1) Tibor Cservenyák (1-1-0) Tamás Faragó (1-1-0) Gábor Csapó György Gerendás György Horkai György Kenéz Attila Sudár                                                                               | Italië Alberto Alberani Silvio Baracchini Luigi Castagnola Vincenzo D'Angelo Gianni de Magistris Riccardo de Magistris Marcello del Duca Alessandro Ghibellini Sante Marsili Umberto Panerai Roldano Simeoni                                                                                        | Nederland Ton Buunk Andy Hoepelman Evert Kroon Nico Landeweerd Hans Smits Gijze Stroboer Rik Toonen Jan Evert Veer Hans van Zeeland Piet de Zwarte |
| 1980   | Sovjet-Unie Aleksei Barkalov (2-1-0) Aleksandr Kabanov (2-0-0) Vladimir Akimov Jevgeni Grisjin Michail Ivanov Sergei Kotenko Georgi Mschvenieradze Mait Riisman Erkin Shagaev Jevgeni Sjaronov Viacheslav Sobchenko                                                                                  | Joegoslavië Milivoj Bebić Zoran Gopčević Milorad Krivokapić Boško Lozica Predrag Manojlović Zoran Mustur Damir Polić Zoran Roje Ratko Rudić Slobodan Trifunović Luka Vezilić | Hongarije Endre Molnár (1-1-2) István Szívós jr. (1-1-2) Tamás Faragó (1-1-1) Gábor Csapó (1-0-1) György Gerandás (1-0-1) György Horkai (1-0-1) Attila Sudár (1-0-1) Károly Hauszler István Kiss László Kuncz István Udvardi                                                                                  |
| 1984   | Joegoslavië Milivoj Bebić (1-1-0) Milorad Krivokapić (1-1-0) Zoran Roje (1-1-0) Dragan Andrić Perica Bukić Veselin Đuho Deni Lušić Igor Milanović Tomislav Paškvalin Zoran Petrović Goran Sukno Božo Vuletić                                                                                         | Verenigde Staten Douglas Burke Jody Campbell Peter Campbell Christopher Dorst Gary Figueroa Andrew McDonald Kevin Robertson Terence Schroeder Timothy Shaw John Siman Jon Svendsen Joseph Vargas Craig Wilson                                                                                       | Bondsrepubliek Duitsland Armando Fernández Roland Freund Rainer Hoppe Thomas Huber Thomas Loebb Werner Obschernikat Rainer Osselmann Frank Otto Peter Röhle Jurgen Schroder Hagen Stamm Dirk Theismann |
| 1988   | Joegoslavië Dragan Andrić (2-0-0) Perica Bukić (2-0-0) Veselin Đuho (2-0-0) Deni Lušić (2-0-0) Igor Milanović (2-0-0) Tomislav Paškvalin (2-0-0) Tomislav Bezmalinović Igor Gočanin Renko Posinković Goran Radenović Dubravko Šimenc Aleksandar Šoštar Mirko Vičević                                 | Verenigde Staten Jody Campbell (0-2-0) Peter Campbell (0-2-0) Kevin Robertson (0-2-0) Terence Schroeder (0-2-0) Craig Wilson (0-2-0) James Bergeson Gregory Boyer Jeff Campbell Christopher Duplanty Michael Evans Douglas Kimbell Edward Klass Alan Mouchawar                                      | Sovjet-Unie Jevgeni Grisjin (1-0-1) Michail Ivanov (1-0-1) Sergei Kotenko (1-0-1) Georgi Mschvenieradze (1-0-1) Jevgeni Sjaronov (1-0-1) Dmitri Apanassenko Viktor Berendyuga Mikhail Giorgadze Aleksandr Kolotov Sergei Markoch Nurlan Mendygaliev Sergey Naumov Nikolai Smirnov                             |
| 1992   | Italië Francesco Attolico Alessandro Bovo Paolo Caldarella Alessandro Campagna Marco D'Altrui Massimiliano Ferretti Mario Fiorillo Ferdinando Gandolfi Amedeo Pomilio Francesco Porzio Giuseppe Porzio Carlo Silipo                                                                                  | Spanje Daniel Ballart Manuel Estiarte Pedro García Salvador Gómez Marco Antonio González Rubén Michavila Miguel Ángel Oca Sergi Pedrerol Josep Picó Jesús Rollán Ricardo Sánchez Jordi Sans | Gezamenlijk team Jevgeni Sjaronov (1-0-2) Dmitri Apanassenko (0-0-2) Aleksandr Kolotov (0-0-2) Sergei Markoch (0-0-2) Sergey Naumov (0-0-2) Andrei Belofastov Alexandre Chigir-Tchigir Dmitry Gorshkov Vladimir Karaboutov Andriy Kovalenko Nikolay Kozlov Alexandre Ogorodnikov Aleksy Vdovin                |
| 1996   | Spanje Manuel Estiarte (1-1-0) Pedro García (1-1-0) Salvador Gómez (1-1-0) Daniel Ballart (1-1-0) Miguel Ángel Oca (1-1-0) Sergi Pedrerol (1-1-0) Jesús Rollán (1-1-0) Jordi Sans (1-1-0) José María Abarca Iván Moro Jorge Payá Carles Sans                                                         | Kroatië Perica Bukić (2-1-0) Dubravko Šimenc (1-0-1) Damir Glavan Igor Hinić Vjekoslav Kobešćak Joško Kreković Ognjen Kržić Siniša Školnekovic Ratko Štritof Tino Vegar Renato Vrbičić Zdeslav Vrdoljak                                                                                             | Italië Francesco Attolico (1-0-1) Alessandro Bovo (1-0-1) Amedeo Pomilio (1-0-1) Carlo Silipo (1-0-1) Alberto Angelini Fabio Bencivenga Alessandro Calcaterra Roberto Calcaterra Marco Gerini Alberto Ghibellini Luca Giustolisi Francesco Postiglione Leonardo Sottani                                       |
| 2000   | Hongarije Tibor Benedek Péter Biros Rajmund Fodor Tamás Kásás Gergely Kiss Zoltán Kósz Tamás Märcz Tamás Molnár Barnabás Steinmetz Zoltán Szécsi Zsolt Varga Attila Vári | Rusland Dmitry Gorshkov (0-1-1) Nikolay Kozlov (0-1-1) Roman Balashov Dmitri Dugin Sergei Garbuzov Nikolai Maksimov Dmitri Stratan Revaz Tchomakhidze Yuri Yatsev Aleksandr Yeryshov Marat Zakirov Irek Zinnourov                                                                                   | Joegoslavië Aleksandar Ćirić Danilo Ikodinović Viktor Jelenić Nikola Kuljača Aleksandar Šapic Dejan Savić Aleksandar Šoštar Petar Trbojević Veljko Uskoković Jugoslav Vasović Vladimir Vujasinović Nenad Vukanić Predrag Zimonjić                                                                             |
| 2004   | Hongarije Tibor Benedek (2-0-0) Péter Biros (2-0-0) Rajmund Fodor (2-0-0) Tamás Kásás (2-0-0) Gergely Kiss (2-0-0) Tamás Molnár (2-0-0) Barnabás Steinmetz (2-0-0) Zoltán Szécsi (2-0-0) Attila Vári (2-0-0) István Gergely Norbert Madaras Ádám Steinmetz Tamás Varga                               | Servië en Montenegro Aleksandar Ćirić (0-1-1) Danilo Ikodinović (0-1-1) Viktor Jelenić (0-1-1) Aleksandar Šapic (0-1-1) Dejan Savić (0-1-1) Petar Trbojević (0-1-1) Vladimir Vujasinović (0-1-1) Vladimir Gojković Predrag Jokić Slobodan Nikić Denis Šefik Vanja Udovičić                          | Rusland Dmitry Gorshkov (0-1-2) Nikolay Kozlov (0-1-2) Roman Balashov (0-1-1) Sergei Garbuzov (0-1-1) Nikolai Maximov (0-1-1) Dmitri Stratan (0-1-1) Revaz Tchomakhidze (0-1-1) Aleksandr Yeryshov (0-1-1) Marat Zakirov (0-1-1) Irek Zinnourov (0-1-1) Aleksandr Fyodorov Andrei Reketchinski Vitaly Yurchik |
| 2008   | Hongarije Tibor Benedek (3-0-0) Péter Biros (3-0-0) Tamás Kásás (3-0-0) Gergely Kiss (3-0-0) Tamás Molnár (3-0-0) Zoltán Szécsi (3-0-0) István Gergely (2-0-0) Norbert Madaras (2-0-0) Tamás Varga (2-0-0) Norbert Hosnyánszky Gábor Kis Dániel Varga Dénes Varga                                    | Verenigde Staten Tony Azevedo Ryan Bailey Layne Beaubien Brandon Brooks Peter Hudnut Tim Hutten J. W. Krumpholz Rick Merlo Merrill Moses Jeff Powers Jesse Smith Peter Varellas Adam Wright | Servië Aleksandar Ćirić (0-1-2) Aleksandar Šapic (0-1-2) Dejan Savić (0-1-2) Vladimir Vujasinović (0-1-2) Denis Šefik (0-1-1) Vanja Udovičić (0-1-1) Filip Filipović Živko Gocić Branko Peković Andrija Prlainović Duško Pijetlović Nikola Rađen Slobodan Soro                                                |
| 2012   | Kroatië Samir Barač Miho Bošković Ivan Buljubašić Damir Burić Andro Bušlje Nikša Dobud Igor Hinić Maro Joković Petar Muslim Paulo Obradović Josip Pavić Sandro Sukno Frano Vićan | Italië Matteo Aicardi Maurizio Felugo Pietro Figlioli Deni Fiorentini Valentino Gallo Massimo Giacoppo Alex Giorgetti Niccolò Gitto Giacomo Pastorino Amaurys Pérez Danijel Premuš Christian Presciutti Stefano Tempesti                                                                            | Servië Vanja Udovičić (0-1-2) Filip Filipović (0-0-2) Živko Gocić (0-0-2) Andrija Prlainović (0-0-2) Duško Pijetlović (0-0-2) Nikola Rađen (0-0-2) Slobodan Soro (0-0-2) Milan Aleksić Dušan Mandić Stefan Mitrović Slobodan Nikić Gojko Pijetlović Aleksa Šaponjic                                           |
| 2016   | Servië Filip Filipović (1-0-2) Živko Gocić (1-0-2) Duško Pijetlović (1-0-2) Andrija Prlainović (1-0-2) Dušan Mandić (1-0-1) Stefan Mitrović (1-0-1) Slobodan Nikić (1-0-1) Gojko Pijetlović (1-0-1) Milan Aleksić Miloš Ćuk Nikola Jakšić Branislav Mitrović Sava Ranđelović                         | Kroatië Damir Burić (1-1-0) Andro Bušlje (1-1-0) Maro Joković (1-1-0) Josip Pavić (1-1-0) Sandro Sukno (1-1-0) Marko Bijač Luka Bukić Xavier García Ivan Krapić Luka Lončar Marko Macan Antonio Petković Anđelo Šetka                                                                               | Italië Matteo Aicardi (0-1-1) Pietro Figlioli (0-1-1) Valentino Gallo (0-1-1) Niccolò Gitto (0-1-1) Christian Presciutti (0-1-1) Stefano Tempesti (0-1-1) Michael Bodegas Marco Del Lungo Francesco Di Fulvio Andrea Fondelli Alessandro Nora Nicholas Presciutti Alessandro Velotto                          |
| 2020   | Servië Filip Filipović (2-0-2) Duško Pijetlović (2-0-2) Andrija Prlainović (2-0-2) Dušan Mandić (2-0-1) Stefan Mitrović (2-0-1) Gojko Pijetlović (2-0-1) Milan Aleksić (2-0-0) Nikola Jakšić (2-0-0) Branislav Mitrović (2-0-0) Sava Ranđelović (2-0-0) Nikola Dedović Đorđe Lazić Strahinja Rašović | Griekenland Stylianos Argyropoulos Georgios Dervisis Ioannis Fountoulis Konstantinos Galanidis Konstantinos Genidounias Konstantinos Gkiouvetsis Marios Kapotsis Christodoulos Kolomvos Konstantinos Mourikis Alexandros Papanastasiou Dimitrios Skoumpakis Angelos Vlachopoulos Emmanouil Zerdevas | Hongarije Norbert Hosnyánszky (1-0-1) Dénes Varga (1-0-1) Dániel Angyal Balázs Erdélyi Balázs Hárai Szilárd Jansik Krisztián Manhercz Tamás Mezei Viktor Nagy Mátyás Pásztor Márton Vámos Soma Vogel Gergő Zalánki                                                                                            |
| 2024   | Servië Dušan Mandić (3-0-1) Nikola Jakšić (3-0-0) Sava Ranđelović (3-0-0) Miloš Ćuk (2-0-0) Nikola Dedović (2-0-0) Strahinja Rašović (2-0-0) Radomir Drašović Viktor Filipović Petar Jakšić Vladimir Mišović Radoslav Rašović Nemanja Ubović Nemanja Vico                                            | Kroatië Maro Joković (1-2-0) Marko Bijač (0-2-0) Luka Bukić (0-2-0) Luka Lončar (0-2-0) Matias Biljaka Rino Burić Loren Fatović Konstantin Kharkov Jerko Marinić Kragić Toni Popadić Josip Vrlić Ante Vukičević Marko Žuvela                                                                        | Verenigde Staten Alex Bowen Luca Cupido Hannes Daube Chase Dodd Ryder Dodd Ben Hallock Drew Holland Johnny Hooper Max Irving Alex Obert Marko Vavic Adrian Weinberg Dylan Woodhead |

| Land | Goud | Zilver | Brons |
| ---- | ---- | ------ | ----- |
| HUN  | 9    | 3      | 4     |
| GBR  | 4    | 0      | 0     |
| YUG  | 3    | 4      | 1     |
| ITA  | 3    | 2      | 3     |
| SRB  | 3    | 0      | 2     |
| URS  | 2    | 2      | 3     |
| CRO  | 1    | 3      | 0     |
| GER  | 1    | 2      | 0     |
| ESP  | 1    | 1      | 0     |
| FRA  | 1    | 0      | 3     |
| BEL  | 0    | 4      | 2     |
| USA  | 0    | 3      | 3     |
| SWE  | 0    | 1      | 2     |
| RUS  | 0    | 1      | 1     |
| GRE  | 0    | 1      | 0     |
| SCG  | 0    | 1      | 0     |
| NED  | 0    | 0      | 2     |
| EUN  | 0    | 0      | 1     |
| FRG  | 0    | 0      | 1     |
| USA  | 0    | 0      | 1     |

## Vrouwen
N.B. Bij meervoudige medaillewinnaars staan aantal medailles als (goud-zilver-brons) weergegeven.
| Editie | Goud | Zilver | Brons |
| ------ | --- | --- | --- |
| 2000   | Australië Naomi Castle Joanne Fox Bridgette Gusterson Simone Hankin Yvette Higgins Kate Hooper Bronwyn Mayer Gail Miller Melissa Mills Debbie Watson Liz Weekes Danielle Woodhouse Taryn Woods | Verenigde Staten Robin Beauregard Ellen Estes Courtney Johnson Ericka Lorenz Heather Moody Bernice Orwig Maureen O'Toole Nicolle Payne Heather Petri Kathy Sheehy Coralie Simmons Julie Swail Brenda Villa                                             | Rusland Marina Akobiya Ekaterina Anikeeva Sofia Konukh Maria Korolyova Natalia Kutuzova Svetlana Kuzina Tatiana Petrova Yuliya Petrova Galina Rytova Elena Smurova Elena Tokun Irina Tolkunova Ekaterina Vassilieva                                                     |
| 2004   | Italië Carmela Allucci Alexandra Araujo Silvia Bosurgi Francesca Conti Tania Di Mario Elena Gigli Melania Grego Giusy Malato Martina Miceli Maddalena Musumeci Cinzia Ragusa Noémi Tóth Manuela Zanchi                                                                                             | Griekenland Dimitra Asilian Georgia Ellinaki Eftychia Karagianni Angeliki Karapataki Stavroula Kozompoli Georgia Lara Kyriaki Liosi Aniopi Melidoni Antonia Moraiti Evangelia Moraitidou Anthoula Mylonaki Aikaterini Oikonomopoulou Antigoni Roumpesi | Verenigde Staten Robin Beauregard (0-1-1) Ellen Estes (0-1-1) Ericka Lorenz (0-1-1) Heather Moody (0-1-1) Nicolle Payne (0-1-1) Heather Petri (0-1-1) Brenda Villa (0-1-1) Margaret Dingeldein Jacqueline Frank Natalie Golda Thalia Munro Kelly Rulon Amber Stachowski |
| 2008   | Nederland Iefke van Belkum Gillian van den Berg Daniëlle de Bruijn Mieke Cabout Rianne Guichelaar Biurakn Hakhverdian Marieke van den Ham Noeki Klein Simone Koot Ilse van der Meijden Meike de Nooy Alette Sijbring Yasemin Smit                                                                  | Verenigde Staten Heather Petri (0-2-1) Brenda Villa (0-2-1) Natalie Golda (0-1-1) Elizabeth Armstrong Patty Cardenas Kami Craig Alison Gregorka Brittany Hayes Jamie Hipp Jessica Steffens Moriah Van Norman Lauren Wenger Elsie Windes                | Australië Gemma Beadsworth Nikita Cuffe Suzie Fraser Taniele Gofers Kate Gynther Amy Hetzel Bronwen Knox Emma Knox Alicia McCormick Melissa Rippon Rebecca Rippon Jenna Santoromito Mia Santoromito                                                                     |
| 2012   | Verenigde Staten Heather Petri (1-2-1) Brenda Villa (1-2-1) Elizabeth Armstrong (1-1-0) Kami Craig (1-1-0) Jessica Steffens (1-1-0) Lauren Wenger (1-1-0) Elsie Windes (1-1-0) Kelly Rulon (1-0-1) Tumuaialii Anae Annika Dries Courtney Mathewson Melissa Seidemann Maggie Steffens               | Spanje Marta Bach Andrea Blas Ana Copado Anna Espar Laura Ester María García Godoy Laura López Lorena Miranda Ona Meseguer Matilde Ortiz Jennifer Pareja María del Pilar Peña Roser Tarragó                                                            | Australië Gemma Beadsworth (0-0-2) Kate Gynther (0-0-2) Bronwen Knox (0-0-2) Alicia McCormack (0-0-2) Melissa Rippon (0-0-2) Victoria Brown Holly Lincoln-Smith Jane Moran Glencora Ralph Sophie Smith Ashleigh Southern Rowie Webster Nicola Zagame                    |
| 2016   | Verenigde Staten Kami Craig (2-1-0) Courtney Mathewson (2-0-0) Melissa Seidemann (2-0-0) Maggie Steffens (2-0-0) Caroline Clark Rachel Fattal Aria Fischer Makenzie Fischer Kaleigh Gilchrist Samantha Hill Ashleigh Johnson Madeline Musselmann Kiley Neushul                                     | Italië Tania Di Mario (1-1-0) Rosaria Aiello Roberta Bianconi Aleksandra Cotti Giulia Enrica Emmolo Teresa Frassinetti Arianna Garibotti Giulia Gorlero Francesca Pomeri Elisa Queirolo Federica Radicchi Chiara Tabani Laura Teani                    | Rusland Olga Belova Maria Borisova Nadezhda Fedotova Anna Grineva Evgeniya Ivanova Elvina Karimova Anna Karnaukh Ekaterina Lisunova Ekaterina Prokofyeva Anastasia Simanovich Evgenia Soboleva Anna Timofeeva Anna Ustyukhina                                           |
| 2020   | Verenigde Staten Melissa Seidemann (3-0-0) Maggie Steffens (3-0-0) Rachel Fattal (2-0-0) Aria Fischer (2-0-0) Makenzie Fischer (2-0-0) Kaleigh Gilchrist (2-0-0) Ashleigh Johnson (2-0-0) Maddie Musselman (2-0-0) Stephania Haralabidis Paige Hauschild Amanda Longan Jamie Neushul Alys Williams | Spanje Marta Bach (0-2-0) Anni Espar (0-2-0) Laura Ester (0-2-0) Maica García (0-2-0) Roser Tarragó (0-2-0) Clara Espar Judith Forca Irene González Paula Leitón Beatriz Ortiz Pili Peña Elena Ruiz Elena Sánchez                                      | Hongarije Edina Gangl Krisztina Garda Gréta Gurisatti Anikó Gyöngyössy Anna Illés Rita Keszthelyi Dóra Leimeter Alda Magyari Rebecca Parkes Nataša Rybanská Dorottya Szilágyi Gabriella Szűcs Vanda Vályi                                                               |
| 2024   | Spanje Anni Espar (1-2-0) Laura Ester (1-2-0) Maica García Godoy (1-2-0) Pili Peña (1-2-0) Judith Forca (1-1-0) Paula Leitón (1-1-0) Beatriz Ortiz (1-1-0) Elena Ruiz (1-1-0) Paula Camus Paula Crespí Nona Pérez Isabel Piralkova Martina Terré                                                   | Australië Abby Andrews Charlize Andrews Zoe Arancini Elle Armit Keesja Gofers Sienna Green Bronte Halligan Sienna Hearn Danijela Jackovich Matilda Kearns Genevieve Longman Gabriella Palm Alice Williams                                              | Nederland Laura Aarts Iris Wolves Brigitte Sleeking Sabrina van der Sloot Maartje Keuning Simone van de Kraats Bente Rogge Vivian Sevenich Kitty-Lynn Joustra Lieke Rogge Lola Moolhuijzen Nina ten Broek Sarah Buis                                                    |

| Land | Goud | Zilver | Brons |
| ---- | ---- | ------ | ----- |
| USA  | 3    | 2      | 1     |
| ESP  | 1    | 2      | 0     |
| AUS  | 1    | 1      | 2     |
| ITA  | 1    | 1      | 0     |
| NED  | 1    | 0      | 1     |
| GRE  | 0    | 1      | 0     |
| RUS  | 0    | 0      | 2     |
| HUN  | 0    | 0      | 1     |

Parijs 1900 · 
St. Louis 1904 · 
Londen 1908 · 
Stockholm 1912 · 
Antwerpen 1920 · 
Parijs 1924 · 
Amsterdam 1928 · 
Los Angeles 1932 · 
Berlijn 1936 · 
Londen 1948 · 
Helsinki 1952 · 
Melbourne 1956 · 
Rome 1960 · 
Tokio 1964 · 
Mexico-stad 1968 · 
München 1972 · 
Montréal 1976 · 
Moskou 1980 · 
Los Angeles 1984 · 
Seoel 1988 · 
Barcelona 1992 · 
Atlanta 1996 · 
Sydney 2000 · 
Athene 2004 · 
Peking 2008 · 
Londen 2012 · 
Rio de Janeiro 2016 · 
Tokio 2020 · 
Parijs 2024 · 
Los Angeles 2028
Medaillewinnaars